# Peter Hansen (pianist)
Peter Hansen, pseudoniem van Cornelis Johannes Peter Nieukerken, (Den Haag, 15 augustus 1917 – aldaar, 6 december 2007) was een Nederlands pianist.
Hij was zoon van architect Johan van Nieukerken en Dorothea Aletta Scherpenhuijzen. Opa Johannes van Nieukerken was ook architect.
Hij kreeg zijn muziekopleiding aan het Haags Conservatorium van Cor de Groot. Na zijn opleiding promootte hij via diverse optredens de Nederlandse moderne muziek zoals werken van Henk Badings. Hij gaf daarnaast schoolconcerten en trad op als begeleider van musici als Herman Krebbers, Theo Olof, Willem Noske en Thomas Magyar. Vanaf 1965 was hij als docent verbonden aan het opleidingsinstituut dat hem muzikaal had voortgebracht. In Den Haag zelf was hij nog actief als organisator van de door Mies van der Schrieck gestarte kamerconcertreeks De zingende zolder, die onder meer plaatsvonden in een woning aan Mallemolen en in theater PePijn. 
Hij bleef binnen de kamermuziek optreden tot aan de jaren negentig.
In 1978 werd hij benoemd tot ridder in de Orde van Oranje-Nassau vanwege zijn werkzaamheden voor De zingende zolder.